# The Legend of Korra mùa 3
Quyển 3: Thay đổi là mùa thứ ba của loạt phim hoạt hình Mỹ The Legend of Korra. Mùa này gồm 13 tập, được phát sóng từ ngày 27 tháng 6 đến ngày 22 tháng 8 năm 2014 trên kênh Nickelodeon và một phần được phát hành trực tuyến.

## Tổng quan
Sau trận chiến với Unalaq và sự kiện mở cánh cổng kết nối Linh giới ở phần 2, thế giới bắt đầu trải qua những thay đổi sâu sắc. Một số người không có khả năng ngự thuật trước đây đột nhiên có thể ngự khí thuật, mở ra khả năng tái lập Phong tộc. Korra cùng nhóm bạn lên đường tìm kiếm và huấn luyện những người ngự khí mới, đồng thời đối mặt với mối đe dọa từ một nhóm tội phạm nguy hiểm có tên Hội Hồng Liên.
Hội Hồng Liên gồm các ngự thuật sư ưu tú, dẫn đầu bởi Zaheer – một kẻ nguy hiểm vừa lĩnh hội được ngự khí thuật. Mục tiêu của hắn là xóa bỏ hệ thống chính trị – xã hội hiện tại và kết liễu Avatar. Mùa phim đi sâu vào chủ đề về tự do, hỗn loạn và trật tự, đồng thời hé lộ nhiều khía cạnh mới về Linh giới và di sản của các Avatar tiền nhiệm.

## Diễn viên lồng tiếng chính
- Janet Varney trong vai Korra
- J.K. Simmons trong vai Tenzin
- David Faustino trong vai Mako
- P.J. Byrne trong vai Bolin
- Seychelle Gabriel trong vai Asami Sato
- Mindy Sterling trong vai Lin Beifong
- Henry Rollins trong vai Zaheer
- Zelda Williams trong vai Kuvira

## Đón nhận
Phần 3 được đánh giá là một trong những mùa xuất sắc nhất của loạt phim với cốt truyện hấp dẫn, nhân vật phát triển mạnh mẽ và hình ảnh được đầu tư kỹ lưỡng. Sự xuất hiện của Hội Hồng Liên và đặc biệt là phản diện Zaheer đã nhận được nhiều lời khen về chiều sâu tâm lý và động cơ hành động. Phần kết mang tính bi kịch của Korra cũng gây ấn tượng mạnh với người xem.

## Phát hành
Sau khi vài tập đầu có lượng người xem thấp, Nickelodeon quyết định dừng phát sóng trên truyền hình và chuyển phần còn lại lên phát hành trực tuyến. Mùa phim sau đó được phát hành đầy đủ trên DVD và Blu-ray.